# Damonte Dodd
Damonte Dodd (ur. 10 maja 1994 w Centreville) – amerykański koszykarz występujący na pozycjach silnego skrzydłowego lub środkowego, od 2023 zawodnik Veertien Mie Basketball.
3 sierpnia 2018 został zawodnikiem GTK Gliwice.
6 sierpnia 2019 dołączył do czeskiego Dekstone Tuři Svitavy. W listopadzie 2021 zawarł po raz drugi w karierze umowę z GTK Gliwice.

## Osiągnięcia
Stan na 1 grudnia 2023, na podstawie, o ile nie zaznaczono inaczej.
NCAA
- Uczestnik:
  - rozgrywek Sweet 16 turnieju NCAA (2016)
  - turnieju NCAA (2015–2017)